# Partenstein
Partenstein er en kommune i Landkreis Main-Spessart i regierungsbezirk Unterfranken i den tyske delstat Bayern. Den er administrationsby for Verwaltungsgemeinschaft Partenstein.

## Geografi
Partenstein ligger i Region Main Spessart midt i landskabet Spessart på venstre bred af floden Lohr, omkring syv kilometer nordvest for byen Lohr am Main. Bundesstraße 276 passerer gennem kommunen.
I kommunen ligger ud over Partenstein, landsbyen Partensteiner Forst.